# Protictitherium
Il genere Protictitherium era un genere primitivo di iene simili agli zibetti, tra cui la più antica specie di iena conosciuta, Protictitherium gaillardi. Erano animali molto piccoli con artigli retrattili, che probabilmente passavano la maggior parte del tempo sugli alberi, cacciando insetti e piccoli animali. Nonostante fosse il primo e il più primitivo genere di iena ad essere apparso, ebbe molto successo, apparendo circa 15 milioni di anni fa e sopravvivendo fino a 4-5 milioni di anni fa.